# Гляден
Гля́ден (рос. Гляден) — присілок у складі Сладковського району Тюменської області, Росія.
Стара назва — Глядень.
Населення — 78 осіб (2010, 126 у 2002).
Національний склад станом на 2002 рік:
- росіяни — 85 %